# Zhu Xi
Zhu Xi (xinès: 朱熹; pinyin: Zhū Xī; Wade-Giles: Chu Hsi) (Fujian, 1130 - Fujian, 1200) fou un erudit xinès del temps de la dinastia Song que va arribar a ser un dels més importants neoconfucianistes. Va reconstruir l'"Acadèmia de la Cova del Cérvol Blanc" (白鹿洞书院, Báilùdòng Shūyuàn), una de les quatre més importants de l'antiga Xina. Zhu Xi també va tenir influència sobre la literatura i el pensament del Japó, on els seus seguidors van ser anomenats Escola Shushigaku (朱子学, Zhūzixué, "l'escola del mestre Zhu"), i a Corea, on la seva filosofia és coneguda com a Jujahak (주자학). Durant la dinastia Song els seus ensenyaments van ser considerats com a heterodoxos.
Juntament amb altres erudits codificà el que ara és conegut com el Cànon confucià de textos clàssics: els Quatre Llibres (四书, Sìshū) i els Cinc Clàssics (五经, Wǔjīng). També va escriure extensos informes sobre tots aquests textos que, tot i no ser reconeguts pels seus contemporanis, van ser després considerats com a exemplars. Va articular el que més tard es convertiria en la interpretació ortodoxa neoconfucianista d'algunes creences del taoisme i el budisme.

## Biografia
Va néixer a l'actual Comtat de Youxi (Fujian), on el seu pare treballava com a comissari de la subprefectura. La família de Zhu Xi era origiària de Huizhou, Comtat de Wu Yuan, en l'actual província de Jiangxi.
El pare de Zhu Xi, Zhu Song, va rebre als 21 anys el més alt grau acadèmic (jinshi) en els exàmens imperials (1118). Mentre servia a la capital, va ser testimoni de la caiguda de la Dinastia Song. Juntament amb la cort es va traslladar al sud i va tenir un paper de ferotge opositor al tractat de pau amb la Dinastia Jin (1141). Com a resultat d'això va ser degradat per Qin Hui i va morir exiliat a les províncies en un càrrec menor. Zhu Xi rebé instrucció del seu pare a la pròpia llar.
Després de la mort del seu pare, el 1143, va estudiar amb els amics del seu pare Hu Xian, Liu Zihui, i Liu Mianzhi. El mateix Zhu Xi des de la infància va demostrar habilitats extraordinàries i va començar a rebre una educació clàssica als quatre anys sota la supervisió de la mare. El 1148, amb només 19 anys, Zhu Xi va aprovar l'examen imperial amb el grau de jinshi i va esdevenir un funcionari (l'edat mitjana per a un lloc d'aquesta mena era de 35 anys).
El primer destí oficial de Zhu Xi va ser el de Registrador Sostprefectural de Tong'an, al sud de la província de Fujian (1151-1158). Allà va canviar la fiscalitat i la policia, va millorar la biblioteca i l'escola, i va desenvolupar una forma de ritual desconeguda abans d'ell. Amb 26 anys, per raó del seu servei, Zhu Xi s'havia guanyat tant de respecte entre la població que aquesta li havia edificat un altar a l'escola local.
Als 33 anys, Zhu Xi fou premiat amb una primera audiència amb l'emperador i va ser nomenat professor de l'Acadèmia Militar, però després de dos anys va abandonar el lloc. Tot i la constant voluntat dels poderosos per atraure la gent al seu servei públic, es va negar regularment a acceptar aquest tipus d'ofertes, i preferí dedicar-se a activitats científiques, literàries i educatives. A partir de 1153 va començar a estudiar sota el mestratge de Li Tong, seguidor de la tradició neoconfucianista de Cheng Hao i Cheng Yi, i el 1160, formalment, va esdevenir el seu alumne.
Després de 14 anys d'haver estat retirat, en 1178 Zhu Xi va tornar al servei públic. Fou nomenat prefecte del Districte Militar de Nankang (南康军), on va reconstruir l'Acadèmia de la Cova del Cérvol Blanc (白鹿洞书院). Tres anys més tard va ser degradat per ser crític amb la incompetència d'alguns funcionaris. Va viure diversos casos en els quals rebia un nomenament i posteriorment era degradat. En política, finalment, va prendre una posició ferma contra l'enemic principal de la Xina en aquella època - l'estat djurtxet (Jin). Això era contrari a la línia de pensament oficial d'apaivagar el bel·ligerant veí. Com a resultat d'això, Zhu Xi només estigué 9 anys de funcionari i 46 dies en la cort com a professor. En 1195, anticipant-se a l'arribada del pròxim desastre, i després d'escriure un informe crític al tron, va fer una endevinació amb el "Yijing", on hi havia l'hexagrama № 33 Dun (retirada) - més tard hi va incloure en el seu sobrenom l'expressió Dun-Van (l'ancià que fuig).
La major part del temps que va estar retirat, va viure sempre en la pobresa i es va veure obligat a guanyar-se la vida amb la publicació de llibres, fet que es considerava una activitat de mala reputació per a un confucià. No obstant això, fou així com Zhu Xi va aconseguir una altra fita - la màxima difusió de les seves idees. Zhu Xi va ser un dels autors més prolífics. Va escriure unes 80 obres, el seu llegat epistolar li va sobreviure i inclou prop de 2.000 cartes, i el registre dels seus diàlegs, que consta de 140 capítols, és el més extens de la literatura xinesa. Tenia 467 estudiants - més que qualsevol altre neoconfucià. Va fundar un nombre rècord d'escoles i va participar en 21 activitats de l'Acadèmia. Zhu Xi va deixar a la posteritat una gran quantitat d'inscripcions cal·ligràfiques i la seva imatge va ser reproduïda en nombrosos retrats, realitzats en paper i en pedra.
En 1196 el comportament independent de Zhu Xi, tal com s'expressa, en particular, en l'incompliment del menú ritual quan es rep un nomenament de alt funcionari, va provocar que el filòsof rebés un cop acusacions d'una dotzena de delictes, des de la falta de respecte filial i el menyspreu per l'emperador a la difusió d'idees herètiques. Com a resultat d'això, va ser desposseït de tots els rangs i títols, i el seu ensenyament fou objecte de prohibició. No obstant això, en 1199, un any abans de la seva mort, Zhu Xi va ser rehabilitat en 1209 i va rebre el nom pòstum d'honor Wen (Cultura), en 1230 el títol de Hui-ho-kung (príncep sobirà), i el 1241 s'afegí una tauleta memorial amb el seu nom al Temple de Confuci, la qual cosa l'incloïa entre les més grans autoritats confucianes.
Zhu Xi va morir el 23 d'abril del 1200 en la província de Fujian. Tot i que els seus ensenyaments van ser durament atacat per part de figures importants de l'època, gairebé un miler de persones van assistir al seu funeral.

## Ensenyaments

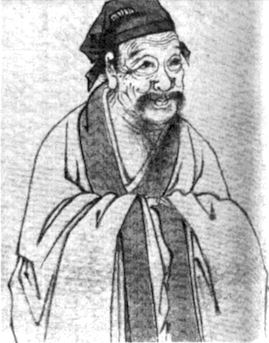
Retrat a pinzell de tinta de Zhu Xi

### Els Quatre Llibres
Durant la dinastia Song, els ensenyaments de Zhu Xi es consideren no ortodoxos. En lloc de centrar-se en el Yijing com altres neoconfucians, va optar per posar l'accent en els Quatre Llibres: El Gran Ensenyament, El Mig Invariable, les Analectes de Confuci, i el Llibre de Mengzi,, com el pla d'estudis per als aspirants a funcionaris. Per a tots aquests clàssics va escriure extensos comentaris que no van ser àmpliament reconeguts en el seu temps, però, que més tard es van convertir en els comentaris acceptats com a estàndard. Els Quatre Llibres serviren com a base dels exàmens de la funció pública fins al 1905, i l'educació en els clàssics sovint començava amb els comentaris de Zhu Xi, que era també la pedra angular per a la seva comprensió.

### Força Vital (qi气), principi (li 理), i l'Últim Suprem (taiji 太极)
Zhu Xi afirmava que totes les coses existeixen per la unió de dos aspectes universals de la realitat: txi, de vegades traduït com a força vital (o física, material), i li, de vegades traduït com a principi racional (o llei). La font i la suma de li és el taijí (Wade-Giles: T'ai Chi), és a dir, el Fonament Suprem. La font de qi (Wade-Giles: ch'i) no és exposada tan clarament per Zhu Xi, un fet que ha dut a alguns estudiosos a considerar-lo metafísic monista i a d'altres a qualificar-lo de metafísic dualista.
Segons la teoria de Zhu Xi, cada objecte físic i cada persona té el seu li i, per tant, té contacte en la seva essència metafísica del taijí. El que es coneix com l'ànima humana, la ment o l'esperit s'entén com el taijí, o el principi creador suprem, ja que s'obre camí en una persona.
Qi i li operen junts en mútua dependència. Són mútuament aspectius en totes les criatures de l'univers. Aquests dos aspectes es manifesten en la creació d'entitats substancials. Quan l'activitat és creixent (ràpida o extensiva), això és el mode d'energia yang. Quan la seva activitat és minvant (lent o contractiva), això és el mode d'energia yin Les fases yang i yin interaccionen constantment, guanyant i perdent cadascun el domini sobre l'altre. En el procés de creixement i decreixement, l'alternança d'aquestes vibracions fonamentals, els anomenats cinc elements (foc, aigua, fusta, metall i terra) va evolucionar. Zhu Xi sosté que el li existia fins i tot abans que el Cel i la Terra.
En termes de li i qi, el sistema de Zhu Xi s'assembla molt a les idees budistes idees del li (de nou, el principi) i el shi (assumptes), tot i que Zhu Xi i els seus seguidors sostenien fermament que no copiaven les idees budistes. En canvi, van sostenir que estaven utilitzant conceptes ja presents molt abans del Yijing.
La seva meditació no requeria el cessament de tot pensament com en el cas del budisme, sinó que es caracteritzava per una introspecció que ajudava a equilibrar diversos aspectes de la personalitat de cadascú, permetent el pensament enfocat i la concentració. La seva forma de meditació era per naturalesa confuciana, en el sentit que estava preocupada per la moralitat. Ell creia que aquest tipus de meditació acostava més a la humanitat i li aportava harmonia.
Zhu Xi parlava de com veia ell el concepte d'Últim Suprem (Taiji) perquè fos compatible amb el principi del taoisme, però el seu concepte de Taiji era diferent de la comprensió del Tao en el taoisme. On el Taiji és un principi diferenciador que dona lloc a l'aparició d'alguna cosa nova, el Dao és tranquil i silenciós, i opera per reduir totes les coses a la igualtat i la indistinció. Va sostenir que hi ha una harmonia central que no és estàtica o buida, sinó dinàmica, i que l'Últim Suprem és propi de l'activitat creativa constant. Malgrat que Zhu Xi veia el seu concepte del taijí compatible amb el del daoisme, era en realitat molt diferent del que el daoisme entén per tao. Mentre el taijí és un principi diferenciador que resulta en el moment que sorgeix quelcom de nou, el dao és quelcom quiet i silenciós, que actua per reduir totes les coses a la igualtat i la indistingibilitat.
Segons Zhu Xi, la natura moral fonamental dels humans és la bondat. Fins i tot si una persona mostra un comportament immoral, el principi regulador suprem és bo. Com que és difícil establir d'on sorgeix la immoralitat segons aquest argument, Zhu Xi afirmava que sorgeix per efecte de l'enterboliment del li en ser embolicat pel qi, però aquesta afirmació no soluciona el problema de la immoralitat, ja que el qi de per si forma part del taijí.

### La naturalesa humana
Zhu Xi considerava que l'antic confucià Xunzi era un heretge per apartar-se de la idea de bondat humana innata de Menci. Tot i que les persones mostren un comportament immoral, el principi regulador suprem era bo. La causa dels actes immorals és el qi. La metafísica de Zhu Xi és que tot conté li i qi. El li és el principi que està en tot i governa l'univers. Cada persona té un li perfecte. Per tant, les persones han d'actuar en perfecta conformitat amb la moralitat. No obstant això, mentre que el li és l'estructura subjacent, el qi és també part de tot. El qi enfosqueix la nostra naturalesa moral perfecta. La tasca del conreu moral és netejar el nostre qi. Si el nostre qi és clar i equilibrat, llavors actuarem d'una manera perfectament moral.

### Cor / ment
La claredat de la ment i la puresa de cor són ideals en la filosofia confuciana. En el següent poema, "Reflexions mentre llegim - 1" Zhu Xi il·lustra aquest concepte mitjançant la comparació de la ment amb un mirall, que es manté coberta fins que es necessita, que simplement reflecteix el món que l'envolta, i que es manté clara amb les aigües que flueixen (un símbol del Tao). En xinès, a la ment de vegades se l'anomena "el centímetre quadrat", que és la traducció literal del terme al qual s'al·ludeix en el començament del poema.
Un petit estany quadrat, un mirall descobert

on la llum solar i els núvols romanen i surten 

Li vaig preguntar com es manté tan clar 

em digué que l'aigua de la font hi segueix fluint

(Traducció original anglesa feta per Red Pine)

### Coneixement i acció
D'acord amb l'epistemologia de Zhu Xi, el coneixement i l'acció són components inseparables de l'activitat veritablement intel·ligent. Tot i que va fer una distinció entre la prioritat de saber, ja que l'acció intel·ligent requereix previsió, i la importància de l'acció, ja que produeix un efecte discernible, Zhu Xi va dir que "el coneixement i l'acció sempre es necessiten mútuament. És com una persona que no pot caminar sense cames, tot i que té ulls, i que no pot veure sense els ulls tot i que té les cames. Quant a l'ordre, el coneixement és el primer, i pel que fa a la importància, l'acció és més important".

### La investigació de les coses i l'ampliació dels coneixements
Zhu Xi va advocar pel Gewu, la investigació de les coses. Com investigar i quines són aquestes coses és la font de molts debats. Per a Zhu Xi, les coses són principis morals i la recerca implica prestar atenció a tot en ambdós llibres i assumptes perquè "els principis morals són força inesgotables".

### Religió
Zhu Xi no sentia afecció per les idees tradicionals d'un Déu-Cel (Tian), tot i que va parlar de com les seves pròpies idees reflectien els conceptes tradicionals. Va encoratjar una tendència agnòstica dins del confucianisme, perquè creia que el taiji és un principi racional, i va parlar d'ell com un ésser intel·ligent i voluntat ordenadora darrere de l'Univers (alhora que afirmava que "el Cel i la Terra no tenen ment pròpia" i promovia que la seva única funció era produir coses. Si això es pot considerar una voluntat conscient o intel·ligent és clarament assumpte de debat). No va promoure el culte als esperits i ofrenes a les imatges.

### Meditació
Zhu Xi practica una forma diària de meditació anomenada jingzuo similar, però no igual, a la budista dhyana o chan ding (Wade -Giles:ch'an-ting).

### Sobre l'ensenyament, l'aprenentatge i la creació d'una acadèmia
Zhu Xi centrà molt les seves energies en l'ensenyament, i afirmà que l'educació és l'única via a la saviesa. Va lamentar les tècniques d'impressió més modernes i la proliferació de llibres que li van seguir. Això, a parer seu, va fer als estudiants menys agraïts i més centrats en els llibres, simplement perquè hi havia més llibres per llegir que abans. Per tant, va tractar de redefinir com els estudiants han d'aprendre i llegir. De fet, decebut per les escoles locals a la Xina, va establir la seva pròpia acadèmia, l'Acadèmia de la Gruta del Cérvol Blanc, per instruir els estudiants correctament i de la manera adequada.

## Influència daoista i budista a Zhu Xi
Zhu Xi va escriure el que esdevindria la interpretació confuciana ortodoxa d'una sèrie de conceptes sobre el taoisme i el budisme. Tot i que semblava haver adoptat algunes idees d'aquests sistemes de la competència de pensament, a diferència dels neoconfucians anteriors es va atenir estrictament a la doctrina confuciana del cultiu de la moral activa. Considerava que els principis budistes enfosquien i enganyaven la ment original i també destruïen les relacions humanes.

## Zhu Xi i l'art de la cal·ligrafia
Zhu Xi havia seguit, des de ben jove, el mestratge del seu pare i d'un gran nombre de cal·lígrafs en la pràctica d'aquest art. En un primer moment va aprendre de l'estil de Cao Cao, però més tard seguí el tipus de traç regular de Zhong Yao i el tipus de cursiva de Yan Zhenqing.
Atès que mai no va deixar de practicar, va arribar a assolir un nivell excel·lent en aquest art, que es caracteritza per una gran força. Des d'aleshores, malgrat que els manuscrits que ens han arribat són fragmentaris i incomplets, han estat considerats d'un valor inestimable i són objectiu dels col·leccionistes. Malauradament, tot i haver estat molt reconegut al llarg de la història, la major part de la seva producció s'ha perdut. La seva fama en l'àmbit de la filosofia va ser tan gran que fins i tot la seva brillantor va entelar la qualitat de la seva cal·ligrafia. Va ser hàbil en qualsevol dels estils d'escriptura, i especialment destacava en els grans caràcters. El pocs fragments que ens ha arribat consisteixen principalment en notes curtes escrites i poques vegades són exemples d'escrits en grans caràcters.
Els manuscrits estan exposats a museus de la Xina (Museu de Nanjing, al Museu del Palau de Beijing, al Museu de la província de Liao Ning) i Japó (Museu del Palau de Taipei i Museu Nacional de Tòquio). Algunes peces es troben en col·leccions privades a la Xina i a l'estranger. El Thatched Hut Hand Scroll, una de les obres mestres Zhu Xi, es troba en una col·lecció privada.

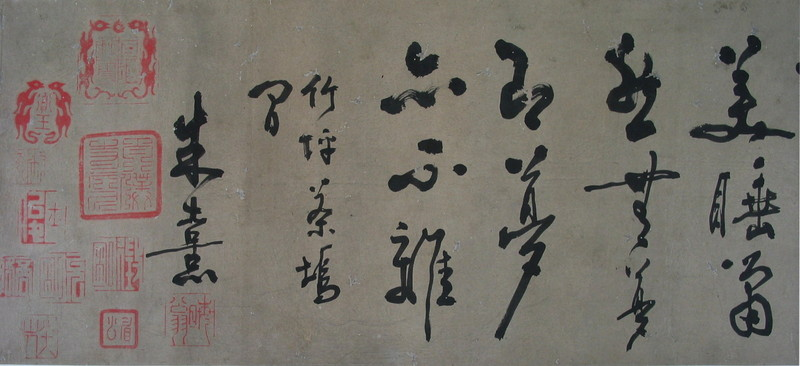
Thatched Hut Hand Scroll

El manuscrit Thatched Hut Hand Scroll conté tres parts:
1. Títol
2. 102 caràcters de Zhu Xi en cursiva
3. Altres caràcters posteriors de Wen Tianxiang (1236～1283) (dinastia Song), Fang Xiaoru (1375～1402), Zhu Yunming (1460-1526), Tang Yin (1470～1523) i Hai Rui (1514～1587) (dinastia Ming).

### Estil cal·ligràfic
La cal·ligrafia de Zhu Xi fou aclamada com l'estil de les dinasties Han i Wei. Va ser hàbil en les pinzellades, que eren suaus i rodones, amb un traç constant, amb uns moviments que flueixen sense cap rastre de frivolitat i brusquedat. En efecte, la seva cal·ligrafia posseeix l'estabilitat i és elegant en la construcció, indicativa d'un art que brolla d'un flux continu d'energia. Sense intentar ser pretensiós o intencional, els seus caràcters escrits estan ben equilibrats, són naturals i gens convencionals. Atès que era un patriarca del confucianisme, és comprensible que el seu aprenentatge impregnés tots els seus escrits amb el respecte cap a les normes tradicionals. Va sostenir que, tot i que existien normes que s'han d'observar per a cada una de les paraules, ha d'existir espai per a la tolerància, la multiplicitat i la naturalitat. En altres paraules, la cal·ligrafia ha de respectar les normes i al mateix temps, no està obligada per elles per tal de poder expressar la qualitat del que és natural.
És sorprenent la influència que s'estengué sobre personalitats molt rellevants. La seva cal·ligrafia ha estat molt apreciada, al llarg dels segles, per grans personatges:
- Tao Chung Yi (vers 1329～1412) de la Dinastia Ming:

Cert és que el Mestre Zhu va heretar l'ensenyament ortodox i el propagà al reialme dels savis. Tanmateix, era també un expert en l'art de l'escriptura cursiva, sobretot en els grans caràcters. El seu maneig del pinzell era acurat i elegant. Però fragmentaris i aïllats, els seus manuscrits foren molt sol·licitats i apreciats.

- Wang Sai Ching (1526–1590) de la Dinastia Ming:

Les pinzellades en la seva cal·ligrafia eren ràpides, sense cuidar especialment la formalitat, i cap dels seus traços i punts no estaven en conformitat amb les regles de la cal·ligrafia.

- Wen Tianxiang (dinastia Song). Escrigué un epíleg al Thatched Hut Hand Scroll.

La gent als vells temps, va dir que s'havia encastat els ossos de súbdit lleial en la cal·ligrafia de Yan Zhenqing. Quan observo l'execució de les pinzellades de Zhu Xi, de fet estic convençut de la veritat d'aquesta opinió.

- Zhu Yunming de la Dinastia Ming en el seu epíleg al Thatched Hut Hand Scroll:

El Mestre Zhu fou lleial, savi i un gran erudit a través dels segles. Va ser excel·lent en cal·ligrafia tot i que no va escriure molt en la seva vida i, per tant, poques vegades s'observa en edats posteriors. Aquest rotllo fou conservat per Wong Sze Ma durant molt de temps i al final va aparèixer al món. Vaig tenir la sort de veure'l una vegada i al mateix temps em vaig penedir del fet que jo no hagi tractat d'estudiar de forma intensiva fins ara. Vaig tenir la sort de veure'l de nou a la sala d'estudi del meu amic. Això va demostrar que estic destinat a veure els manuscrits del mestre Zhu. Per això vaig escriure aquest prefaci de la meva intenció.
- Hai Rui de la Dinastia Ming en el seu epíleg al Thatched Hut Hand Scroll:

Els escrits són excitants, delicats i elegants. Veritablement, aquesta mena de cal·ligrafia és una meravella de la natura.

## Llegat de Zhu Xi
Des de la dinastia Yuan, la seva escola de filosofia fou adoptada com la ideologia oficial de la Xina. La seva filosofia no només ha influït profundament en el pensament i la i la cultura tradicional xinesa, sinó també l'ha exercit fora de la Xina. Ha estat aclamat com un dels deu principals filòsofs de l'escola confuciana.
Des del 1313 al 1905, els comentaris de Zhu Xi als Quatre Llibres formaren la base dels exàmens al servei civil de la Xina. Els seus ensenyaments haurien de dominar els neoconfucians com ara Wang Fuzhi, si bé els dissidents apareixerien més tard, com per exemple Wang Yangming i l'Escola de la ment dos segles i mig després.
La seva filosofia sobrevisqué a la Revolució Intel·lectual de 1917, i posteriorment Feng Youlan interpretaria la seva concepció de li, qi, i taiji en una nova teoria metafísica.
Fou també influent al Japó conegut com a Shushigaku (朱子学, Escola de Zhu Xi), i a Corea com a Jujahak (주자학), on esdevindria una ortodòxia.
La revista Life considera Zhu Xi com la quaranta-cinquena persona més important de l'últim mil·lenni.

### En català
- Bassa i Martín, Ramon. Educació, ideologia i llibres a la Xina antiga.  Barcelona: Publicacions i edicions de la Universitat de Barcelona, 2012. ISBN 978-84-475-3606-1.

### Traduccions a l'anglès
- Wing-tsit Chan, Reflections On Things at Hand, Nova York, 1967. Traducció de 《近思录》.
- Wing-tsit Chan (traduït i compilat), A Source Book in Chinese Philosophy. Princeton, NJ: Princeton University Press, 1963.
- Zhu Xi (traduït amb un comentari de Daniel K. Gardner) "Learning To Be a Sage: Selections From the Conversations of Master Chu, Arranged Topically". Berkeley, University of California Press, 1990.